# Wolfram von Eschenbach-Gesellschaft
Die Wolfram von Eschenbach-Gesellschaft ist eine literarische Gesellschaft in der Rechtsform eines eingetragenen Vereins mit Sitz in Würzburg. Ihr Ziel ist es, „das Schaffen Wolframs von Eschenbach und darüber hinaus die Literatur und Kultur des Hochmittelalters zu erforschen und dem Verständnis unserer Zeit zu erschließen.“
Die Wolfram von Eschenbach-Gesellschaft geht auf den am 10. Mai 1935 in Amorbach gegründeten Wolfram von Eschenbach-Bund zurück. Dieser setzte sich zum Ziel, einer breiten Öffentlichkeit das Werk Wolframs näherzubringen und Zeugnisse aus Wolframs Zeit, insbesondere Stätten und Bauten, zu bewahren. Der Bund hatte keinen wissenschaftlichen Anspruch und wird im Rückblick als „deutschtümelnder Heimatverein“ charakterisiert.
1968 wurde von der Mitgliederversammlung beschlossen, den Bund in die Wolfram von Eschenbach-Gesellschaft mit streng wissenschaftlicher Ausrichtung umzuwandeln. Auch ihr Gegenstandsbereich wurde erweitert: Neben den Schriften Wolframs sollte die ganze „Literatur und Kultur des Hochmittelalters“ erforscht werden und die Gesellschaft dergestalt ein Forum für die mediävistische Forschung in Deutschland sein.
Die Gesellschaft richtet zu diesem Zweck seit 1972 im Zweijahresrhythmus Tagungen (sogenannte „Kolloquien“) aus und gibt das ebenfalls zweijährlich erscheinende wissenschaftliche Jahrbuch Wolfram-Studien heraus. Sie ist Mitglied der Arbeitsgemeinschaft Literarischer Gesellschaften und Gedenkstätten.
Bisherige (Erste) Vorsitzende der Gesellschaft waren Kurt Ruh (1968–1974), Werner Schröder (1974–1988), Joachim Heinzle (1988–1998), Wolfgang Haubrichs (1998–2008), Eckart Conrad Lutz (2008–2012), Franz-Josef Holznagel (2012–2021), Ricarda Bauschke-Hartung (seit 2021).